# Юзефув-над-Віслою
Юзефув-над-Віслою (пол. Józefów nad Wisłą; до кінця 2003 року називалося Юзефув) — місто в Люблінському воєводстві на річці Віслі.

## Історія
Містт Юзефув заснував краківський каштелян Анджей Потоцький на території села Кольчин в 1687 році. Місто зразу ж надали магдебурське право. Назва міста походить ввд імені одного із синів Анджея — Юзефа Потоцького.
Юзефів є місцем декількох воєнних боїв. В часи польського повстання 1830-31 років у містечці Юзефів в бою із корпусом Серавського,козаки та хоперці хибним відступом заманили ворога під вогонь артилерії. Пізніше полк Грекова № 5 та Хоперський полк разом із казанськими драгунами перекинули польську кавалерію, загнали за Віслу, та потім, переслідуючи, знищили два батальйони піхоти та взяли 2000 полонених. Розбиті польські війська перейшли кордон Австрії ита Прусії і там сдались.
В 1900 роуі в Юзефі проживало 2 928 осіб, була пошта та телеграф.